# ISO 3166-2:AX
ISO 3166-2:AX är inlägget för Åland i ISO 3166-2, den del av den ISO 3166-standard som publiceras av Internationella standardiseringsorganisationen (ISO) och som definierar alla världens länders koder för deras högsta administrativa områden.
Åland, som är ett självstyrande landskap i Finland, tilldelades officiellt ISO 3166-1-koden AX år 2004. Dessutom har Åland tilldelats ISO 3166-2-koden FI-01 som ett delområde under Finland.